# 7月18日
7月18日（しちがつじゅうはちにち）は、グレゴリオ暦で年始から199日目（閏年では200日目）にあたり、年末まであと166日ある。

## できごと

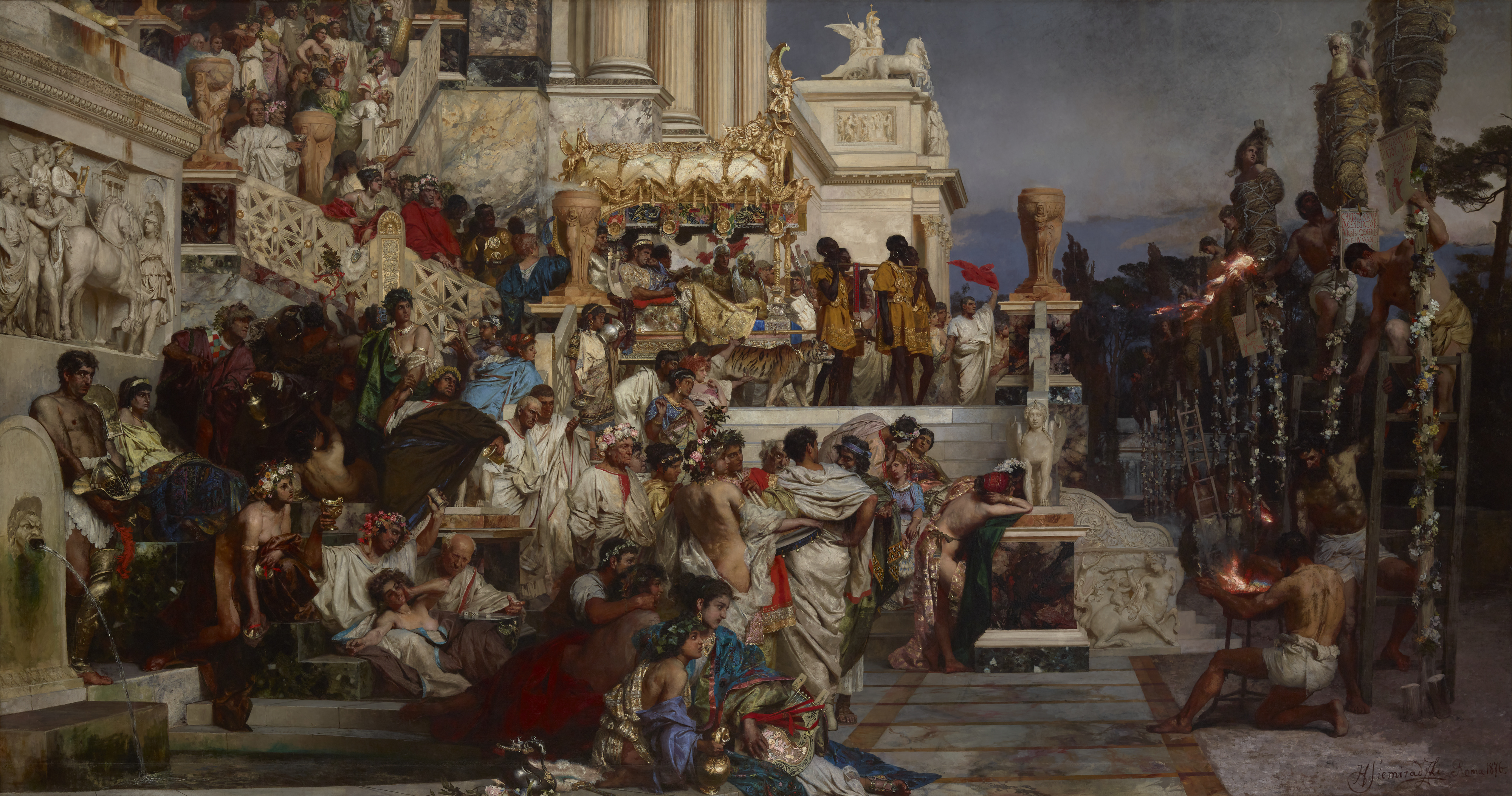
ローマ大火(AD64)。画像はヘンリク・シェミラツキ画『ネロの松明』(1876)。ネロは火災の原因をキリスト教徒に帰し弾圧したとされる。

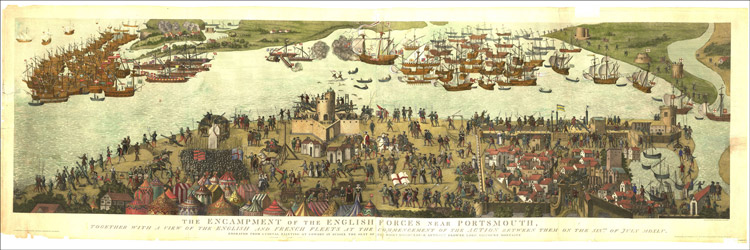
第4次イタリア戦争、ソレントの戦い(1545)

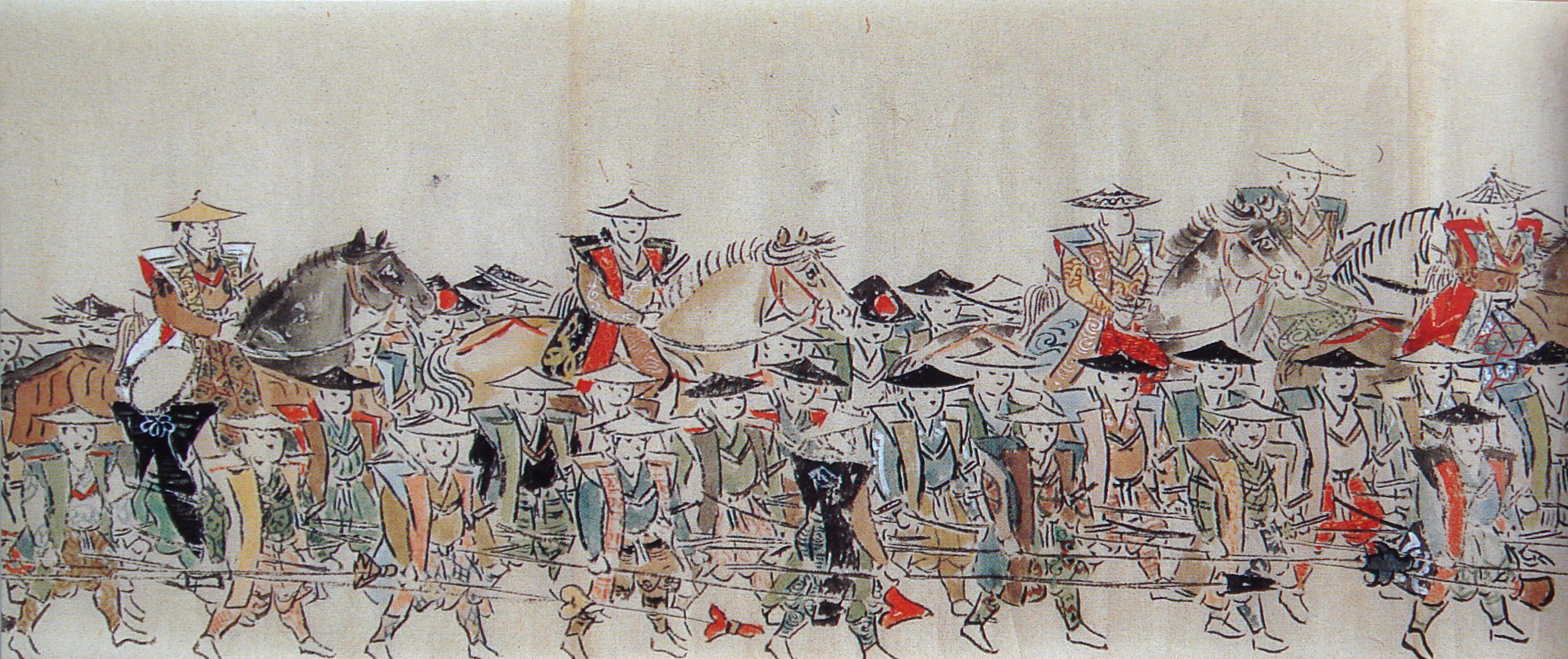
第二次長州征討はじまる(1863)

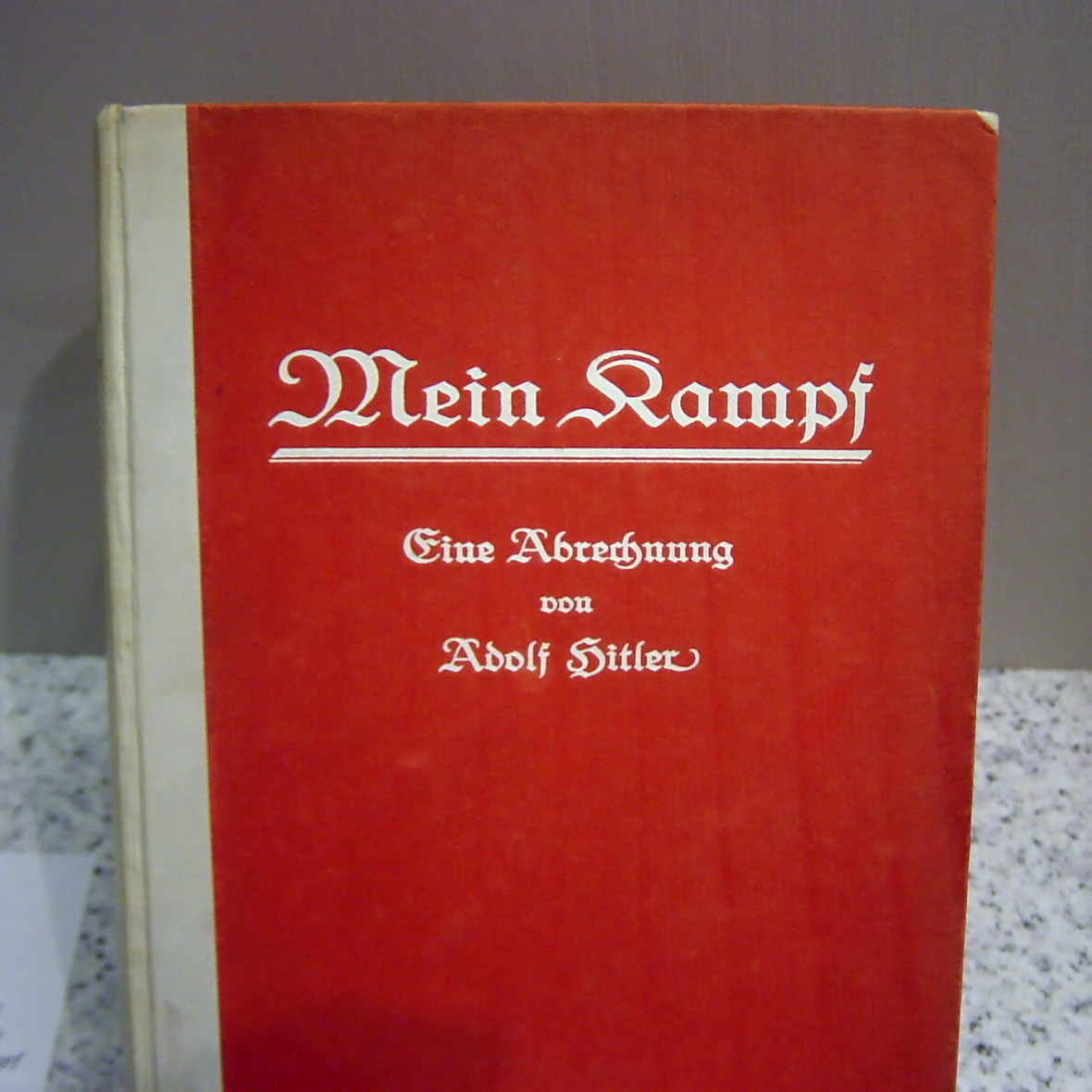
アドルフ・ヒトラー『我が闘争』上巻が刊行。画像は初版本(1925)。

第40回衆議院議員総選挙(1993)。日本社会党の惨敗と自由民主党の野党転落により55年体制が崩壊。

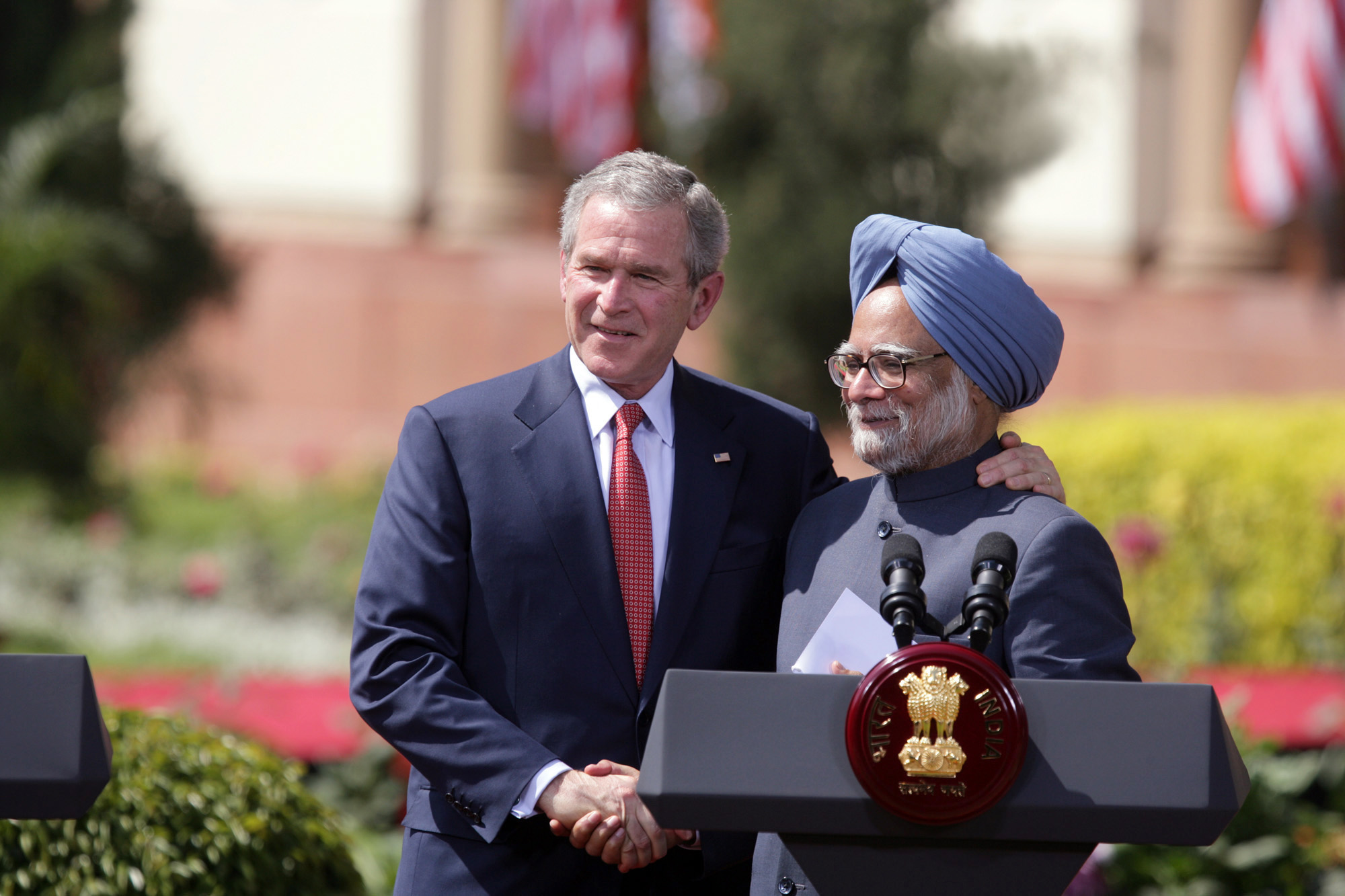
米印原子力協力合意(2005)。画像は翌2006年のマンモーハン・シンインド首相とジョージ・W・ブッシュ米大統領。

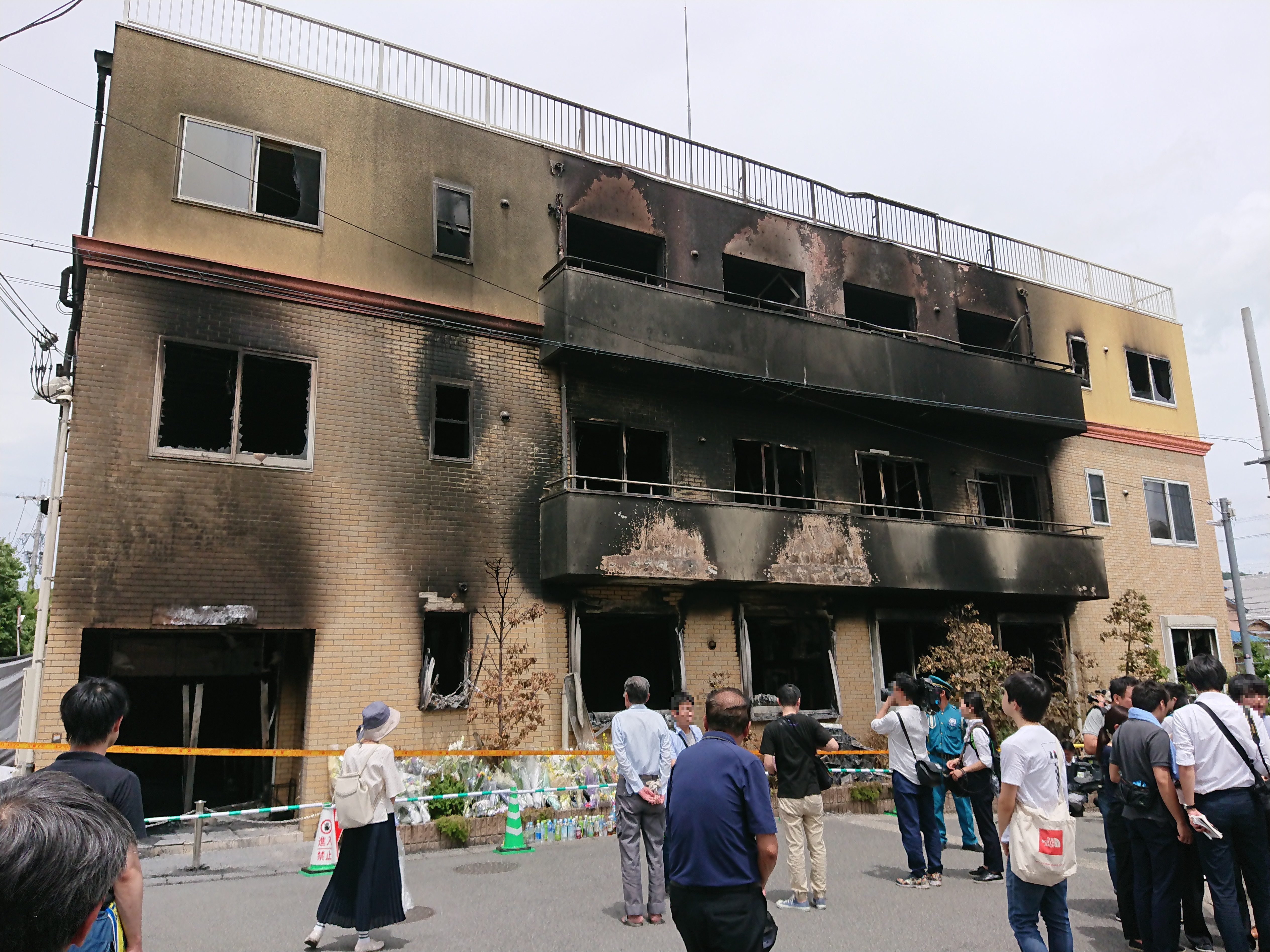
京都アニメーション放火殺人事件(2019)

- 紀元前390年 - ローマ・ガリア戦争: アッリアの戦い（伝承による日付）。
- 64年 - ローマ大火起こる[1]。
- 660年（顕慶5年6月6日） - 百済が唐・新羅連合軍（唐・新羅の同盟）により滅ぼされる。
- 993年（正暦4年6月26日） - 903年に歿した菅原道真に左大臣と正一位を追贈。
- 1419年（応永26年/世宗元年6月26日） - 応永の外寇。朝鮮が、対馬に来襲。
- 1545年 - 第4次イタリア戦争: ソレントの海戦（英語版）。
- 1862年 - アルプス山脈のダン・ブランシュに初登頂。
- 1864年（元治元年6月15日） - 工事中の五稜郭で江戸幕府の箱館奉行所としての業務を開始。
- 1866年（慶応2年6月7日）- 幕府艦隊が屋代島（周防大島）を砲撃、第二次長州征伐が始まる。
- 1870年 - 第1バチカン公会議でローマ教皇首位説・教皇不可謬説に関する教義憲章『パストル・エテルヌス（英語版）』が採択。
- 1871年 - 文部省創設。
- 1872年 - イギリスで秘密投票法が制定[2]。
- 1911年 - 第二次モロッコ事件: 英仏が軍事協定締結。
- 1915年 - 第一次世界大戦: 第二次イゾンツォの戦いが始まる。
- 1923年 - 長野県大桑村で大水害。死者・行方不明81人[3]。
- 1925年 - アドルフ・ヒトラーの『我が闘争』上巻が刊行。
- 1929年 - 阪和電鉄（現在の阪和線）が天王寺－和泉府中間で開業。
- 1936年 - 二・二六事件により2月27日に出された東京市の戒厳令を解除。
- 1941年 - 松岡洋右外相を更迭し、第3次近衛文麿内閣が成立。
- 1944年 - サイパン失陥の責任を問われて東條英機内閣が総辞職。
- 1950年 - GHQが、日本共産党機関誌『アカハタ』の無期限停刊を指令。
- 1953年 - 活発な梅雨前線の影響により紀州大水害（南紀豪雨、7.18水害）が発生。
- 1955年 - 冷戦: ジュネーヴで英・米・仏・ソ4か国による東西首脳会談。冷戦の「雪どけ」ムードが高まる。
- 1966年 - アメリカで有人宇宙船「ジェミニ10号」打ち上げ。
- 1968年 - カリフォルニア州サンタクララでインテル社が創業。
- 1969年 - チャパキディック事件。エドワード・ケネディ上院議員が飲酒運転で事故を起こすがその場から逃げ出し、同乗者が死亡。
- 1970年 - 東京都杉並区で日本初の光化学スモッグ公害。
- 1974年 - 大阪府警察南警察署高津派出所で拳銃が二丁盗まれる[4]。盗まれた拳銃は、後に朴正熙暗殺未遂事件（文世光事件）に使用された[5]。
- 1976年 - モントリオールオリンピックの体操競技でルーマニアのナディア・コマネチが史上初の10点満点[6]。
- 1982年 - グアテマラ内戦: プラン・デ・サンチェスの虐殺（英語版）。グアテマラ・バハ・ベラパス県のプラン・デ・サンチェス（英語版）で国軍と自警団 (PAC) が村人268人を虐殺。
- 1984年 - サン・イシドロ・マクドナルド銃乱射事件: カリフォルニア州サンディエゴのファーストフード店でジェイムズ・オリヴァー・ヒューバティが銃を乱射、21人を射殺し19人を負傷させた。警察官がヒューバティを射殺。
- 1986年 - 東京都、東京籐工芸を伝統工芸品に指定[7]。
- 1988年 - イラン政府がイラン・イラク戦争の即時停戦を求めた国連安保理決議を受諾[8]。
- 1993年 - 第40回衆議院議員総選挙。新党が躍進して自民党・社会党が大敗し、55年体制が崩壊。
- 1996年 - 宮崎空港線開業。
- 1998年 - 大館能代空港開港。
- 2004年 - 福井県北部から岐阜県で平成16年7月福井豪雨が発生。
- 2005年 - インドのマンモーハン・シン首相とアメリカのジョージ・W・ブッシュ大統領が米印原子力協力に合意。
- 2011年 - 最後のサティ、広島サティが閉店。
- 2014年 - 日本の最高裁判所が「永住外国人は生活保護法の適用対象ではない」と判断[9]。
- 2015年 - 京都縦貫自動車道が全線開通[10]。
- 2019年 - 京都アニメーション放火殺人事件が発生。死者36名、負傷者33名の平成以降最悪の放火殺人事件となった[11]。
- 2023年 - ギリシャのロードス島で大規模森林火災が発生[12]。約1万9千人が火災から避難した[13]。
- 2025年 - 福井中学生殺害事件の犯人として起訴されていた男の無罪が確定。[14]

## 誕生日

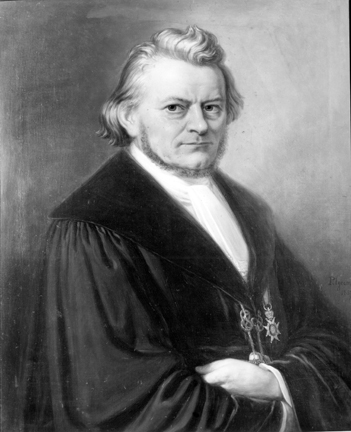
哲学者イマヌエル・ヘルマン・フィヒテ(1797-1879)誕生。

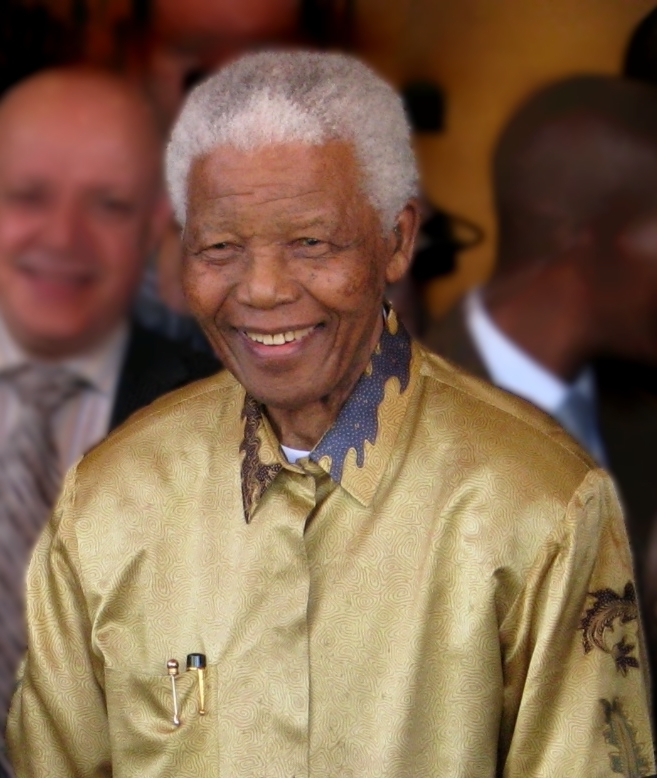
アパルトヘイトを終結させた南アフリカ共和国の政治家、ネルソン・マンデラ(1918-2013)誕生。

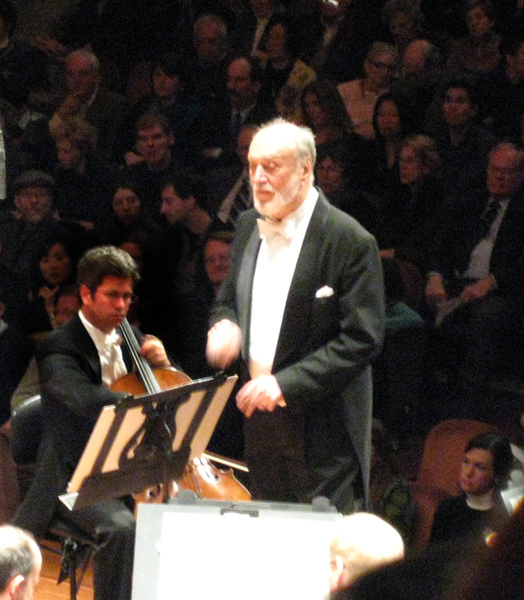
指揮者クルト・マズア(1927-2015)誕生。

- 680年 - ムハンマド・ムンタザル、12番目のイマーム, (マハディ)イスラム教徒 の救世主（特にシーア派）(+ 870年)
- 1013年 - ヘルマヌス・コントラクトゥス、 作曲家、音楽理論家 (+ 1054年)
- 1587年（天正15年6月13日） - 稲葉一通、豊後臼杵藩第3代藩主（+ 1641年）
- 1635年 - ロバート・フック、物理学者（+ 1703年）
- 1659年（万治2年5月29日） - 浅野綱長、安芸広島藩第4代藩主（+ 1708年）
- 1670年 - ジョヴァンニ・バッティスタ・ボノンチーニ、作曲家、チェリスト（+ 1747年）
- 1720年 - ギルバート・ホワイト、博物学者（+ 1793年）
- 1754年（宝暦4年5月28日） - 黒田治高、筑前福岡藩第8代藩主（+ 1782年）
- 1769年（明和6年6月15日）- 佐藤信淵、思想家、経世家（+ 1850年）
- 1797年 - イマヌエル・ヘルマン・フィヒテ、神学者、思想家（+ 1879年）
- 1811年 - サッカレー、小説家（+ 1863年）
- 1844年（天保15年6月4日）- 尾上菊五郎 (5代目)、歌舞伎役者（+ 1903年）
- 1853年 - ヘンドリック・ローレンツ、物理学者（+ 1928年）
- 1871年 - ジャコモ・バッラ、画家（+ 1958年）
- 1873年 - ハリー・デービス、元プロ野球選手（+ 1947年）
- 1877年 - 柴田常恵、考古学者（+ 1954年）
- 1887年 - ヴィドクン・クヴィスリング、政治家、軍人（+ 1945年）
- 1889年 - 木戸幸一、政治家（+ 1977年）
- 1900年 - ナタリー・サロート、小説家、劇作家（+ 1999年）
- 1900年 - 林佳介、政治家、実業家（+ 1987年）
- 1901年 - 日野草城、俳人（+ 1956年）
- 1906年 - シドニー・ダーリントン、電子工学研究者（+ 1997年）
- 1909年 - アンドレイ・グロムイコ、ソビエト連邦外相、最高会議幹部会議長（+ 1989年）
- 1911年 - 笠原恒彦、元ラグビー選手、俳優（+ 1989年）
- 1911年 - 柄沢十三夫、陸軍軍人、軍医（+ 1956年）
- 1916年 - 坂田道太、第64代衆議院議長（+ 2004年）
- 1918年 - 石田達郎、実業家、元ニッポン放送社長、元フジテレビジョン社長（+ 1990年）
- 1918年 - ネルソン・マンデラ、第11代南アフリカ共和国大統領（+ 2013年）
- 1921年 - 桑名重治、元プロ野球選手
- 1921年 - ジョン・ハーシェル・グレン、軍人、宇宙飛行士、政治家（+ 2016年）
- 1922年 - トマス・クーン、哲学者（+ 1996年）
- 1922年 - 牛山善政、実業家（+ 2000年）
- 1923年 - 森嶋通夫、経済学者（+ 2004年）
- 1924年 - 草柳大蔵、評論家、ノンフィクション作家（+ 2002年）
- 1925年 - 能見正比古、文筆家（+ 1981年）
- 1926年 - ジョシュア・フィッシュマン、社会言語学者（+ 2015年）
- 1927年 - クルト・マズア、指揮者（+ 2015年）
- 1928年 - 葉治英哉、小説家（+ 2016年）
- 1929年 - ディック・バトン、フィギュアスケート選手（+ 2025年）
- 1929年 - セケイラ・コスタ、ピアニスト、音楽教師（+ 2019年）
- 1931年 - 中原美紗緒、シャンソン歌手、女優（+ 1997年）
- 1932年 - 白鳥あかね、映画スクリプター、脚本家（+ 2024年）
- 1932年 - 小池和男、経済学者、法政大学名誉教授（+ 2019年）
- 1933年 - シド・ミード、工業デザイナー（+ 2019年）
- 1934年 - 中村正三郎、政治家、第65代法務大臣、第26代環境庁長官（+ 2023年）
- 1935年 - 宅和本司、元プロ野球選手（+ 2024年）
- 1935年 - テンリー・オルブライト、フィギュアスケート選手
- 1935年 - 中村大成、元プロ野球選手（+ 2013年）
- 1935年 - 吉岡史郎、元プロ野球選手
- 1937年 - かすや昌宏、絵本作家
- 1937年 - 平林伊三郎、政治家、元長野県安曇野市長・穂高町長（+ 2025年）
- 1937年 - 高井研一郎、漫画家（+ 2016年）
- 1938年 - 高木仁三郎、物理学者（+ 2000年）
- 1940年 - ジョー・トーリ、元プロ野球選手
- 1940年 - ジェームズ・ブローリン、俳優
- 1943年 - 岡村晃、元プロ野球選手
- 1944年 - 又市征治、政治家（+ 2023年）
- 1946年 - 高石かつ枝、歌手
- 1948年 - 北原ミレイ、歌手
- 1949年 - 三保恵一、政治家、福島県二本松市長
- 1949年 - 三浦正規、元プロ野球選手
- 1950年 - リチャード・ブランソン、実業家、ヴァージン・グループ創設者
- 1951年 - 小笠原直樹、実業家（+ 2021年）
- 1951年 - 末田正雄、アナウンサー
- 1952年 - 高澤秀次、文芸評論家
- 1952年 - 白井貴子、元バレーボール選手
- 1952年 - 才田修、元プロ野球選手
- 1955年 - 天満敦子、ヴァイオリニスト
- 1955年 - 森谷昭、元プロ野球選手
- 1956年 - 鈴木光裕、アナウンサー
- 1956年 - 河上敢二、政治家、元農林水産官僚
- 1957年 - 鈴木晋介、俳優
- 1957年 - クリス・スミス、元プロ野球選手
- 1958年 - 鈴木哲夫、ジャーナリスト
- 1958年 - 久保寺雄二、プロ野球選手（+ 1985年）
- 1959年 - 鈴川法子、女優
- 1959年 - 望月幹也、政治家
- 1960年 - 佐藤純一、元プロ野球選手
- 1960年 - 大石直弘、元プロ野球選手
- 1961年 - 杉山直、天文学者
- 1961年 - エリザベス・マクガヴァン、女優
- 1961年 - 松原のぶえ、演歌歌手
- 1961年 - 中西保志、歌手
- 1961年 - 彩恵津子、歌手
- 1961年 - アラン・パーデュー、元サッカー選手、指導者
- 1962年 - 浜田麻里、シンガーソングライター
- 1962年 - 亀山耕一郎、作曲家、編曲家
- 1962年 - 森野熊八、料理人、タレント
- 1962年 - ジャック・アイアンズ、ミュージシャン
- 1963年 - 藤奈津子、美容アドバイザー、元女優
- 1963年 - 板尾創路、お笑いタレント、俳優（130R）
- 1963年 - 和田隆志、政治家
- 1963年 - マイク・グリーンウェル、元プロ野球選手
- 1964年 - 大沼ひろみ、アナウンサー
- 1965年 - エヴァ・イオネスコ、モデル、女優
- 1965年 - 桂文春、落語家
- 1966年 - カトリン・ナイムケ、砲丸投競技選手
- 1966年 - ダン・オブライエン、十種競技選手
- 1966年 - 井上ヨシマサ、作曲家
- 1966年 - 堺田輝也、官僚
- 1967年 - アマル・オシム、サッカー監督
- 1967年 - ヴィン・ディーゼル、俳優
- 1968年 - 鈴木淳、ベーシスト
- 1968年 - 西村龍次、元プロ野球選手
- 1968年 - ローランド・アローホ、元プロ野球選手
- 1969年 - ザ・グレート・サスケ、プロレスラー、元岩手県議会議員
- 1969年 - 石井美紀、元プロレスラー、元自衛官
- 1971年 - 種田仁、元プロ野球選手
- 1971年 - 水谷麻里、元歌手
- 1972年 - 大石昌義、元プロ野球選手
- 1974年 - 大倉孝二、俳優
- 1974年 - 鈴木涼太、俳優
- 1975年 - 三浦剛、俳優、手話パフォーマー
- 1975年 - トリー・ハンター、元プロ野球選手
- 1976年 - 千葉真子、元陸上選手、スポーツコメンテーター
- 1976年 - 附田雄剛、スキーモーグル選手
- 1976年 - 山元保美、元野球選手
- 1976年 - 田中宏和、元プロ野球選手
- 1976年 - エルサ・パタキー、女優
- 1977年 - 鈴木孝政、元バレーボール選手
- 1977年 - グレン・ウィリアムス、元プロ野球選手
- 1978年 - 吉村涼、女優
- 1978年 - チュ・サンウク、俳優
- 1979年 - 三浦数馬、元プロボクサー、第33代日本スーパーバンタム級王者
- 1979年 - 作間章、競艇選手
- 1979年 - ヤスカ・ラーチカイネン、ミュージシャン
- 1980年 - 広末涼子、女優
- 1980年 - 竹村洋平、漫画家
- 1980年 - クリスティン・ベル、女優
- 1981年 - 水谷智佳、元プロボクサー
- 1982年 - プリヤンカー・チョープラー、女優
- 1983年 - 伊藤広、元アナウンサー
- 1983年 - 柴原央明、元騎手
- 1984年 - 高橋俊次、俳優、作家、演出家
- 1984年 - 副島淳、タレント
- 1984年 - 工藤舞、歌手、タレント
- 1984年 - 三宅唱、映画監督
- 1984年 - 松岡正海、騎手
- 1984年 - 髙平慎士、陸上選手
- 1984年 - 渡瀬あゆみ、ノルディックスキージャンプ選手
- 1984年 - 宮本賢、元プロ野球選手
- 1984年 - マイケル・コリンズ、元プロ野球選手
- 1985年 - 明瀬山光彦、元大相撲力士、年寄17代井筒
- 1985年 - ラミロ・ペーニャ、プロ野球選手
- 1986年 - 青山直晃、元プロサッカー選手
- 1986年 - カルフィン・ヨン・ア・ピン、プロサッカー選手
- 1986年 - ナタリア・ミハイロワ、フィギュアスケート選手
- 1986年 - 遠藤未希、地方公務員、東日本大震災殉職者（+ 2011年）
- 1987年 - 柴田亮輔、元プロ野球選手
- 1987年 - 真道ゴー、元プロボクサー
- 1987年 - クラウディオ・ジャコブ、サッカー選手
- 1988年 - ブレット・ニコラス、プロ野球選手
- 1989年 - 佐藤あり紗、元バレーボール選手、指導者
- 1989年 - ドミトリー・ソロビエフ、フィギュアスケートアイスダンス選手
- 1989年 - デレク・ディートリック、プロ野球選手
- 1990年 - 沢居寛也、元ラグビー選手
- 1990年 - 郭書瑤、モデル
- 1990年 - レイディ・アフロディータ、プロレスラー
- 1990年 - サウル・アルバレス、プロボクサー
- 1991年 - 山本美月、女優
- 1992年 - 齋藤小浪、声優
- 1992年 - メフディ・タレミ、サッカー選手
- 1993年 - テミン、アイドル、俳優、タレント（SHINee、SuperM）
- 1993年 - 石川恋、女優、モデル
- 1993年 - 片岡沙耶、女優、タレント
- 1993年 - ナビル・フェキル、サッカー選手
- 1993年 - ロバート・ガゼルマン、プロ野球選手
- 1994年 - 日向滉一、俳優
- 1994年 - Matt、タレント
- 1994年 - 三橋秀平、サッカー選手
- 1994年 - テイラー・ラッセル、女優
- 1995年 - 荒木知佳、女優
- 1995年 - 高畑結希、女優（元SKE48）
- 1995年 - 石田健人マルク、元プロ野球選手
- 1995年 - 隋文静、フィギュアスケート選手
- 1996年 - 加藤ジーナ、ファッションモデル、タレント
- 1996年 - 夏川椎菜、声優
- 1997年 - 相澤晃、陸上選手
- 1997年 - 大黒柚姫、アイドル（TEAM SHACHI）
- 1998年 - 高橋秀典、サッカー選手
- 1999年 - 丸山和郁、プロ野球選手
- 2000年 - 橋本達弥、プロ野球選手
- 2001年 - 薮島朱音、声優（Liella!）
- 2001年 - 安部若菜、アイドル（NMB48）、小説家
- 2001年 - 春乃きいな、アイドル（ばってん少女隊）
- 2001年 - 川鍋朱里、元ファッションモデル
- 2004年 - 鈴木蓮、プロ野球選手
- 2013年 - 森田夢、子役
- 生年不詳 - 朝倉崇、声優
- 生年不詳 - 仲村水希、声優、俳優
- 生年不詳 - ココ・パーティン・ココ、アイドル（PARADISES、元GANG PARADE）
- 生年不詳 - Asami、シンガーソングライター（ナナカラット）

## 忌日

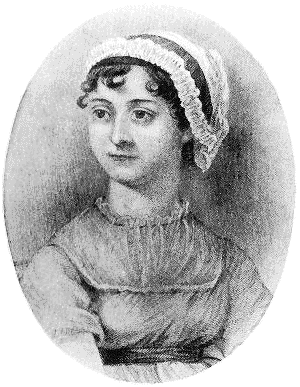
作家ジェイン・オースティン(1775-1817)没。

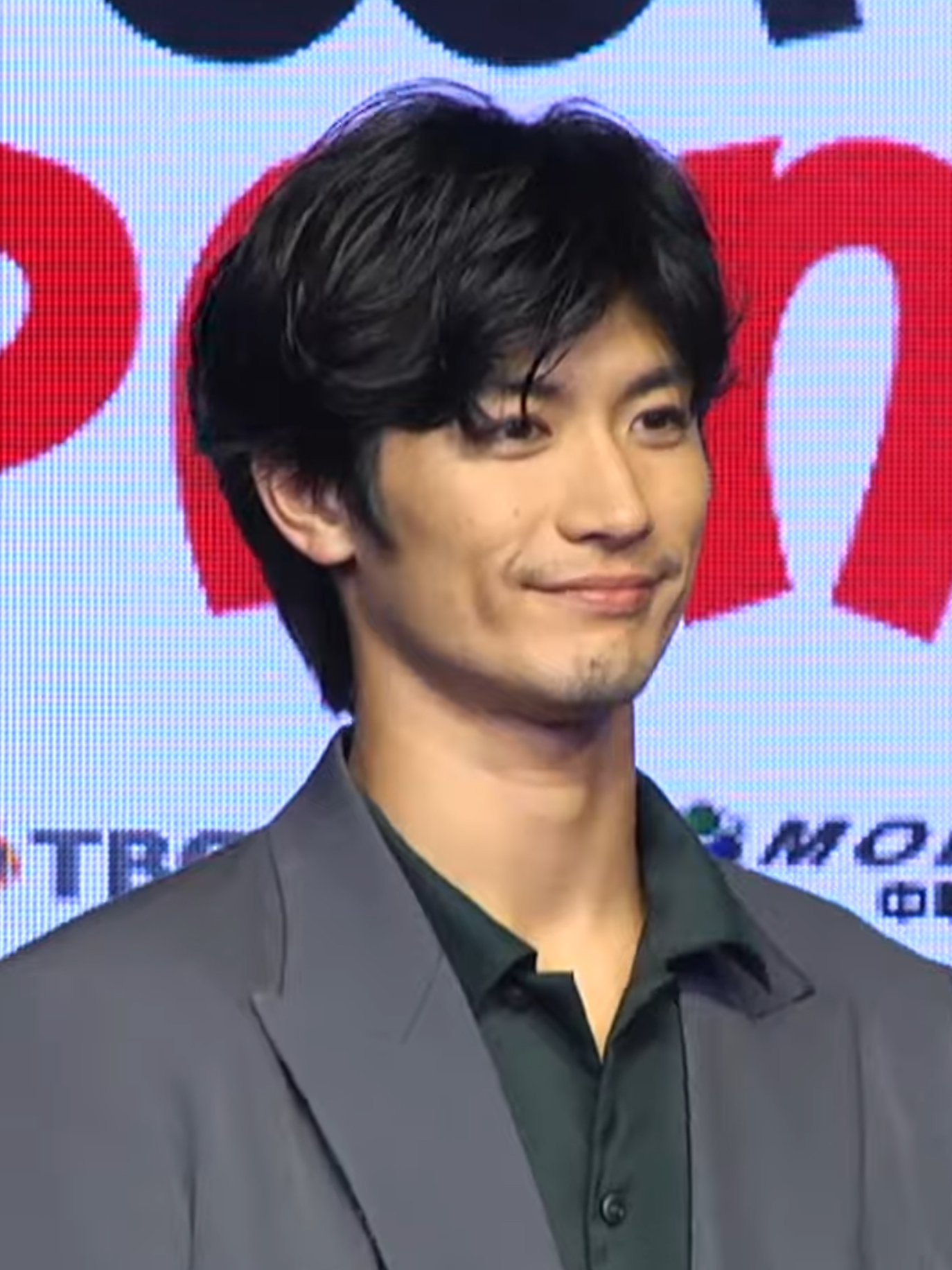
俳優、三浦春馬(1990-2020)没。

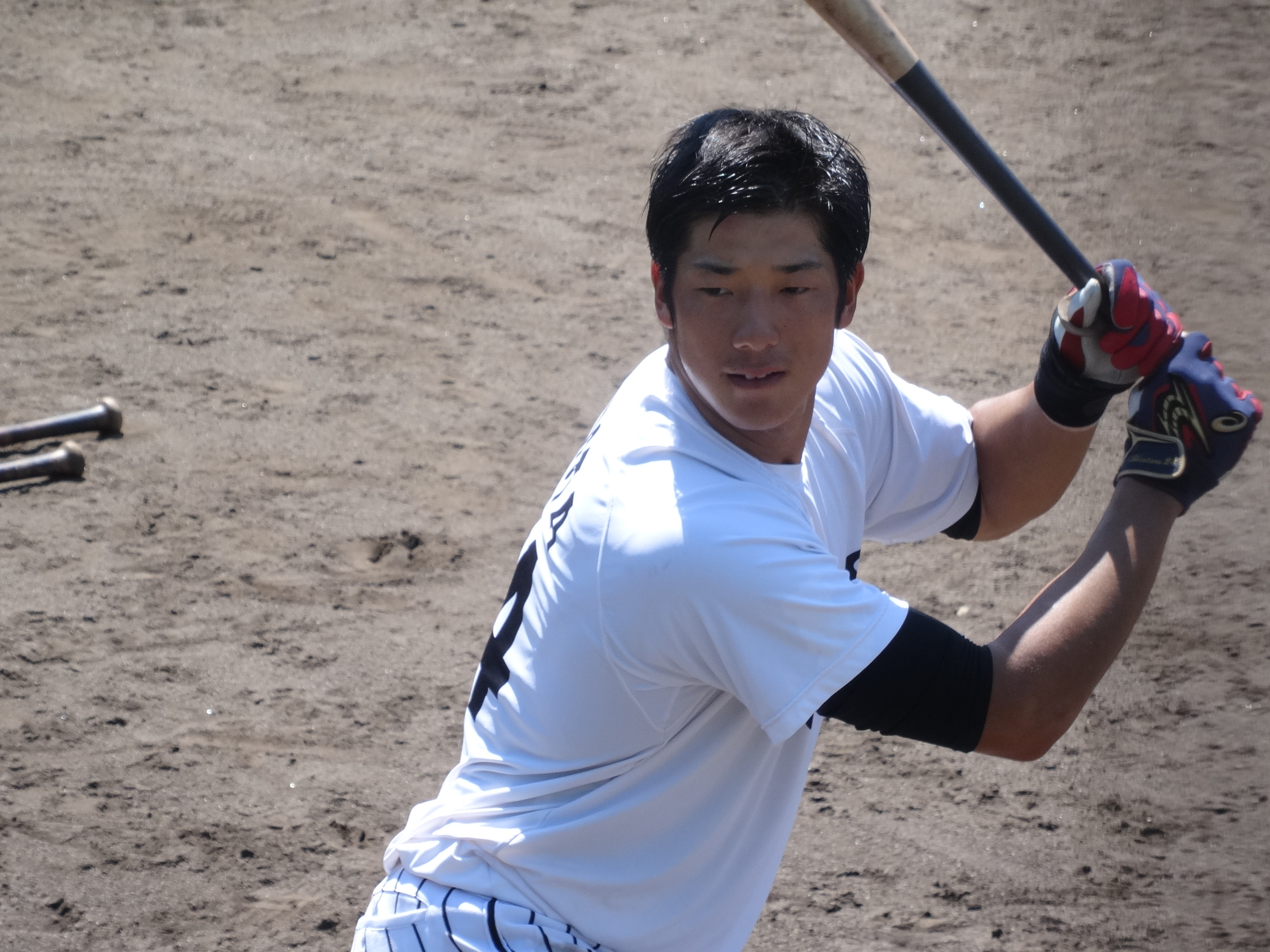
プロ野球選手、横田慎太郎(1995-2023)没。

- 707年（慶雲4年6月15日） - 文武天皇、第42代天皇（* 683年）
- 912年（乾化2年6月2日） - 朱全忠、後梁の初代皇帝（* 852年）
- 1100年 - ゴドフロワ・ド・ブイヨン、第1回十字軍の指導者、下ロートリンゲン公（* 1060年頃）
- 1591年 - ヤコブス・ガルス、作曲家（* 1550年）
- 1608年 - ヨアヒム・フリードリヒ、ブランデンブルク選帝侯（* 1546年）
- 1610年 - ミケランジェロ・メリージ・ダ・カラヴァッジオ、画家（* 1573年）
- 1639年 - ベルンハルト・フォン・ザクセン＝ヴァイマル、三十年戦争期の将軍、傭兵隊長（* 1604年）
- 1650年 - クリストフ・シャイナー、天文学者（* 1573年）
- 1721年 - アントワーヌ・ヴァトー、画家（* 1684年）
- 1735年 - ヨハン・クリーガー、作曲家、オルガニスト（* 1651年）
- 1769年 - クリストフ・ヤーコブ・トロゥー、医師、植物学者（* 1695年）
- 1792年 - ジョン・ポール・ジョーンズ、アメリカ海軍の提督（* 1747年）
- 1800年 - ジョン・ラトリッジ、政治家、元米国サウスカロライナ州知事（* 1739年）
- 1817年 - ジェーン・オースティン、小説家（* 1775年）
- 1868年 - エマヌエル・ロイツェ、画家（* 1816年）
- 1872年 - ベニート・フアレス、政治家、メキシコ大統領（* 1806年）
- 1887年 - ロバート・マーサー・タリアフェロー・ハンター - 第2代アメリカ連合国国務長官、第18代アメリカ合衆国下院議長（* 1809年）
- 1890年 - クリスチャン・H・F・ピーターズ、天文学者（* 1813年）
- 1892年 - トーマス・クック、実業家、トーマス・クック・グループ創業者（* 1808年）
- 1899年 - ホレイショ・アルジャー、小説家（* 1832年）
- 1900年 - ヨハン・ケルダール（英語版）、化学者、ケルダール法開発者（* 1849年）
- 1902年 - 西郷従道、政治家、軍人（* 1843年）
- 1919年 - 和田垣謙三、経済学者（* 1860年）
- 1931年 - オスカル・ミンコフスキー（英語版）、医師、生理学者（* 1858年）
- 1932年 - 渡部鼎、医師、政治家、野口英世の左手の執刀医（* 1858年）
- 1943年 - 三宅花圃、小説家、歌人（* 1869年）
- 1949年 - ヴィーチェスラフ・ノヴァーク、作曲家（* 1870年）
- 1962年 - 大河内伝次郎、俳優（* 1898年）
- 1963年 - 三木治朗、政治家、労働運動家（* 1885年）
- 1968年 - コルネイユ・ハイマンス、生理学者（* 1892年）
- 1972年 - 入江俊郎、官僚、政治家、裁判官（* 1901年）
- 1973年 - 三島雅夫、俳優（* 1906年）
- 1973年 - ジャック・ホーキンス、俳優（* 1910年）
- 1974年 - 大智浩、グラフィックデザイナー（* 1908年）
- 1979年 - マシュー・ジー、トロンボーン奏者（* 1925年）
- 1981年 - 北条浩、創価学会第4代会長（* 1923年）
- 1982年 - ローマン・ヤーコブソン、言語学者（* 1896年）
- 1985年 - 武智豊子、喜劇人、女優（* 1908年）
- 1985年 - ビセンテ・サルディバル、プロボクサー、元WBA・WBC世界フェザー級王者（* 1943年）
- 1986年 - スタンリー・ラウス、元サッカー審判員、国際サッカー連盟（FIFA）第6代会長（* 1895年）
- 1988年 - ニコ、歌手、女優、ファッションモデル（* 1938年）
- 1989年 - レベッカ・シェイファー、女優（* 1967年）
- 1990年 - 尹潽善、政治家、大韓民国第4代大統領（* 1897年）
- 1991年 - 豊口克平、インダストリアルデザイナー（* 1905年）
- 1992年 - 三代目小林富次郎、実業家、元ライオン歯磨（現ライオン）社長（* 1899年）
- 1993年 - 安部徹、俳優（* 1917年）
- 1995年 - 笹川良一、政治家、日本船舶振興会創設者（* 1899年）
- 1995年 - ファビオ・カサルテッリ、自転車選手（* 1970年）
- 1996年 - 石館守三、薬学者、薬理学者（* 1901年）
- 1997年 - ユージン・シューメーカー、天文学者、地球科学者、惑星科学者（* 1928年）
- 2001年 - ファビオ・タリオーニ（英語版）、エンジニア、元ドゥカティチーフデザイナー兼テクニカルディレクター（* 1920年）
- 2002年 - 加藤博康、政治家、元埼玉県秩父郡両神村長、秩父市長（* 1915年）
- 2002年 - 佐藤春郎、病理学者、東北大学名誉教授（* 1920年）
- 2002年 - 戸川京子、女優（* 1964年）
- 2003年 - ノーマン・ラスムッセン、物理学者（* 1927年）
- 2004年 - ジョン・D・クラウス、オハイオ州立大学教授、天文学者、8JKビーム・アンテナ考案者（* 1910年）
- 2005年 - ウィリアム・ウェストモーランド、アメリカ陸軍の参謀総長（* 1914年）
- 2005年 - 高橋治則、元東京協和信用組合理事長、元イ・アイ・イ・インターナショナル社長（* 1946年）
- 2006年 - 牧野直隆、野球選手・指導者、第4代日本高等学校野球連盟会長（* 1910年）
- 2006年 - 柿原彬人、実業家、テクモ創業者（* 1938年）
- 2007年 - 宮本顕治、元日本共産党中央委員会議長（* 1908年）
- 2008年 - タウノ・マルッティネン、作曲家（* 1912年）
- 2008年 - 八木健三、岩石学者、自然保護運動家、北海道大学・東北大学名誉教授（* 1914年）
- 2009年 - ヘンリー・アリンガム、軍人、スーパーセンテナリアン（* 1896年）
- 2009年 - 山田豊三郎、政治家、第21代大津市長（* 1927年）
- 2010年 - 砂押邦信、元プロ野球監督（* 1922年）
- 2010年 - 中里斉、現代美術家（* 1936年）
- 2011年 - 宮澤清治、気象解説者、元神戸海洋気象台長（* 1923年）
- 2011年 - 一志、歌手（Kagrra,）（* 1978年）
- 2012年 - 本田富雄、政治家、元新潟県阿賀野市長（* 1921年）
- 2012年 - ジャン・フランソワ＝ポンセ、政治家（* 1928年）
- 2012年 - アースィフ・シャウカト、軍人、政治家（* 1950年）
- 2013年 - 碧海純一、法学者、東京大学名誉教授（* 1924年）
- 2013年 - 兼子勲、実業家、元日本航空社長（* 1938年）
- 2014年 - 佐久間一、海上自衛官、第18代統合幕僚会議議長、第19代統合幕僚会議議長（* 1935年）
- 2014年 - ニック・シェイラ、実業家、元ジャガーCEO、元フォード・モーター社長（* 1944年）
- 2014年 - 太田家元九郎、津軽三味線漫談家（* 1954年）
- 2015年 - 只野通泰、編曲家、作曲家（* 1923年）
- 2015年 - アレックス・ロッコ、俳優（* 1936年）
- 2016年 - 藤田祐幸、物理学者、科学史家（* 1942年）
- 2016年 - 古内一成、脚本家（* 1956年）
- 2017年 - 日野原重明、医師（* 1911年）
- 2017年 - 加来彰俊、ギリシア古代哲学者、法政大学名誉教授（* 1923年）
- 2017年 - 中路融人、日本画家（* 1933年）
- 2017年 - 坂田公夫、文部官僚、元宇宙航空研究開発機構（JAXA）理事（* 1947年）
- 2017年 - 堀禎一、映画監督（* 1969年）
- 2018年 - バートン・リヒター、物理学者、ノーベル物理学賞受賞者（* 1931年）
- 2018年 - 常田富士男、俳優、ナレーター（* 1937年）
- 2018年 - 凌力、小説家（* 1942年）
- 2019年 - 島村靖三、実業家、元明治乳業（現明治）社長（* 1924年）
- 2019年 - デヴィッド・ヘディソン、俳優（* 1927年）
- 2019年 - 天野之弥、外交官、第5代国際原子力機関事務局長（* 1947年）
- 2019年 - 伊藤早苗、物理学者、九州大学名誉教授（* 1952年）
- 2019年 - 木上益治、アニメーター（* 1957年）
- 2019年 - 武本康弘、アニメーター（* 1972年）
- 2019年 - 池田晶子、アニメーター（* 1975年）
- 2019年 - 西屋太志、アニメーター（* 1981年または1982年）
- 2020年 - アリ・ミルザイ、重量挙げ選手（* 1929年）
- 2020年 - 飯島周、言語学者、跡見学園女子大学元学長、同大学名誉教授（* 1930年）
- 2020年 - リリアン、タレント、歌手（* 1950年）
- 2020年 - 三浦春馬、俳優（* 1990年）
- 2020年 - エカテリーナ・アレクサンドロフスカヤ、フィギュアスケート選手（* 2000年）
- 2021年 - 中嶋弘子、テレビ司会者、ファッションデザイナー（* 1926年）
- 2021年 - 鍋島高明、相場師研究家、日本経済新聞社社友（* 1936年）
- 2021年 - 和田洋人、漫画家（* 1974年）
- 2022年 - 張坰淳、政治家、元大韓民国農林部長官 （* 1922年または1923年）
- 2022年 - クレス・オルデンバーグ、彫刻家（* 1929年）
- 2022年 - 松本明、実業家、テレビプロデューサー、小説家（* 1934年）
- 2022年 - ハンス・ヨアヒム・ヘスポス、作曲家（* 1938年）
- 2022年 - オッタビオ・チンクアンタ、元スピードスケート選手、元国際スケート連盟会長（* 1938年）
- 2022年 - 西東清明、映画編集技師（* 1941年）
- 2023年 - 鈴鹿景子、女優（* 1955年）
- 2023年 - 横田慎太郎、プロ野球選手（* 1995年）
- 2024年 - ボブ・ニューハート、コメディアン、俳優、声優（* 1929年）
- 2024年 - 若林克彦、実業家、ハードロック工業創業者（* 1933年）
- 2025年 - 田宮俊作、実業家、株式会社タミヤ代表取締役会長、代表取締役社長（* 1934年）
- 2025年 - ロジャー・ノリントン、指揮者（* 1934年）
- 2025年 - 峯山昭範、政治家、参議院議員（* 1935年）
- 2025年 - ハル・ギャルパー、ジャズ・ピアニスト、音楽教育者（* 1938年）
- 2025年 - 河野光隆、プロゴルファー（* 1941年）
- 2025年 - 都出比呂志、考古学者、古墳研究者、大阪大学名誉教授、滋賀大学助教授（* 1942年）
- 2025年 - 大橋穣、プロ野球選手（* 1946年）
- 2025年 - 小原日登美、レスリング選手（* 1981年）

## 記念日・年中行事

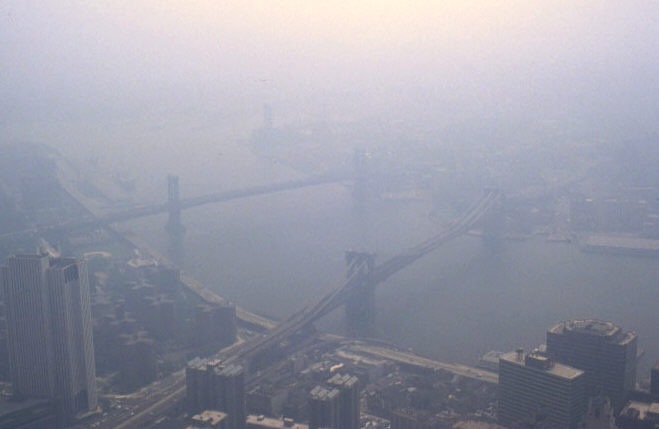
ニューヨークで発生したスモッグ

- 海の日（ 日本、2005年・2011年・2016年・2022年）※7月の第3月曜日
- 光化学スモッグの日（ 日本）
1970年のこの日、東京都杉並区の東京立正中学校・高等学校で体育授業中の生徒が突然目の痛みや頭痛等を訴えて次々と倒れた。東京都公害研究所は、これが光化学スモッグによるものと推定し、光化学スモッグ予報を出すこととなった[15]。
- ネルソン・マンデラ・デー（ 世界）
ネルソン・マンデラを賛える国際的な記念日。ネルソン・マンデラの誕生日。
- 憲法記念日（ ウルグアイ）
1830年のこの日、ウルグアイの最初の憲法が採択された。